# Velký Osek (nádraží)
Velký Osek je železniční stanice ve stejnojmenné obci v okrese Kolín ve Středočeském kraji. Leží na trati Praha – Lysá nad Labem – Kolín a je odbočnou stanicí pro trať Velký Osek – Hradec Králové – Choceň. Obě trati i stanice jsou elektrizované (3 kV ss).

## Historie
Stanice byla vybudována jakožto součást Rakouské severozápadní dráhy (ÖNWB) spojující Vídeň a Berlín, autorem univerzalizované podoby stanic pro celou dráhu byl architekt Carl Schlimp. Samotnou stavbu prováděla v letech 1869–1870 firma bratří Teibachů z Kutné Hory za podnikatelství p. Grišla z Nové Vsi. 20. prosince 1870 byl zahájen pravidelný vlakový provoz v obou směrech budované dráhy: na Nymburk severním směrem a ze severního zhlaví do Ostroměře (obě trasy byly následně dobudovávány dál). Nákladní doprava se rozběhla 1. května 1871. Celá stanice sestávala z výpravní budovy, skladiště, výtopny s vlastním skladištěm, dílny pro opravu vozů, dále vodárny, točny a dvou strážních domků, jeden na severním, druhý na jižním konci stanice. Již roku 1873 vedla z nádraží první vlečka, do hospodářského dvora rytíře Františka Horského, o délce 3 km se 4 mosty.
Nádraží se v průběhu dalších desetiletí dále rozšiřovalo a modernizovalo, vznikaly další budovy a byly položeny další koleje. V roce 1909 byl zprovozněn dvoukolejný úsek mezi Velkým Osekem a Čáslaví, kompletní druhá kolej byla mezi Kolínem a Děčínem dokončena během první světové války, zejména s pracovním nasazením ruských a italských válečných zajatců. 10. července 1926 stanici navštívil své při cestě do Hořic za hojného zájmu místních prezident republiky Tomáš Garrigue Masaryk a o tři dny později se přes Velký Osek vracel zpět.
Po záboru pomnichovského Československa Třetí říší 15. března 1939 byla stanice po dobu půl roku pod dozorem vojenské stráže Wehrmachtu, po půl roce přebrali tuto úlohu protektorátní četníci.
V roce 1940 byla dokončena Kanínská spojka umožňující bezúvraťovou jízdu ve směru Praha – Hradec Králové přes jižní zhlaví stanice. Spojka je spolu s původní tratí ze severního zhlaví zaústěna do výhybny Velký Osek-Kanín, která je dálkově ovládána ze stanice.
V letech 1944 a 1945 bylo uskutečněno několik spojeneckých náletů na kolínský železniční uzel, v rámci kterých utrpělo škody i osecké nádraží, došlo i k přerušení dopravy.
Stanice byla elektrizována v roce 1958. Roku 1988 dostala stanice nové „majákové“ osvětlení.
Počínaje rokem 2002 byla ve stanici zrušena funkce přednosty stanice a hlavní pokladní a Velký Osek byl správně a provozně přidělen pod železniční stanici Kolín.